# Paraglomerales
Paraglomerales (лат.) — порядок грибов отдела Glomeromycota. Симбионты, образуют арбускулярную микоризу, иногда содержащую везикулы. Размножаются при помощи бесцветных спор. Порядок содержит единственное семейство  Paraglomeraceae с одним родом Paraglomus и тремя видами.